# Maluma
Juan Luis Londoño Arias (Medellín, 28 januari 1994), beter bekend onder zijn artiestennaam Maluma, is een Colombiaans zanger, ondernemer en acteur. Hij is een van de best verdienende en meest invloedrijke artiesten in de Latijns-Amerikaanse urban music-scene. In zijn thuisland werd hij bekend in 2011, waarna hij ook doorbrak in tal van andere landen. 
Zijn artiestennaam is een combinatie van de eerste twee letters van de namen van zijn ouders en zus (Marlli, Luis en Manuela).

## Biografie

### 2010–2013: Jeugd en weg naar bekendheidCarrière na eerste album
Maluma werd geboren in de Colombiaanse stad Medellín als tweede kind van Marlli Arias en Luis Londoño. Hij heeft een oudere zus genaamd Manuela. Als kind hield Maluma niet alleen van muziek, zo speelde hij in de jeugd van de voetbalclubs Atlético Nacional en Equidad Club Deportivo.
In 2011 wist hij door te breken in zijn vaderland met zijn debuutsingle Farandulera. De aandacht voor zijn nummer ging niet aan Sony Music voorbij, en hij tekende dan ook een contract bij dat platenlabel. Er volgden enkele andere singles, waarmee hij bekendheid vergaarde in meerdere Latijns-Amerikaanse landen. Zijn debuutalbum Magia kwam uit in 2012 en was gelijk een gouden plaat in Colombia. De single La temperatura een samenwerking met zanger Eli Palacios uit 2013 werd populair in heel Latijns-Amerika en de Verenigde Staten.

### 2014–2018:Pretty Boy, Dirty BoyandF.A.M.E.

#### 2014
In 2014 haalde de single La curiosidad de hitlijsten. Het nummer leverde Maluma tevens een nominatie op voor de Premios Juventud. In juni van dat jaar ging Maluma op tournee door onder andere Bolivia, Canada, Colombia, de Verenigde Staten, Ecuador en Venezuela. Hij werd ook jurylid van La Voz Kids, de Colombiaanse variant van The Voice Kids.

#### 2015
In 2015 werd Maluma genomineerd voor een grammy latino voor zijn nummer El Tiki. Ook de single Borro cassette was erg succesvol. In oktober 2015 bracht hij zijn tweede album uit, genaamd Pretty Boy, Dirty Boy. Het kwam gelijk binnen op 1 in Billboards Latin Albums. In het kader van dit album ging Maluma op tournee door Latijns-Amerika en Spanje, voor het eerst optredend in Europa.

#### 2016
In 2016 werkte Maluma mee aan de single Desde Esa Noche van Thalía Sodi. Zijn eigen single El Perdedor werd een succes in de hitlijsten. De videoclip van dit nummer uit kritiek op de discriminatie van latino's in Amerika en ging viral op YouTube. Eind 2016 werd Cuatro Babys uitgebracht, dat eveneens een succes bleek. Het nummer veroorzaakte wel enige controverse vanwege het macho karakter. Maluma zong ook nog mee op Shakira's single Chantaje. Die single haalde ook de hitlijsten in Nederland en Vlaanderen.

#### 2017
In 2017 verscheen de single Felices los 4 waarvan er vier versies van werden gemaakt ook een salsaversie werd gemaakt met zanger Marc Anthony.

#### 2018
In 2018 verscheen de single Mala Mia het gaat over dat hem niets uitmaakt wat mensen over hem zeggen. Later op dat jaar werd de single La Luz uitgebracht in samenwerking met Wisin y Yandel. Ook werd de single Creeme uitgebracht in samenwerking met de Colombiaanse zangeres Karol G.

### 2019–heden

#### 2019
In 2019 werd de single HP uitgebracht van zijn album 11:11. Dit werd een groot succes. Later verscheen de single Hola Señorita (Maria) uit in samenwerking met de Franse zanger MAÎTRE GIMS.

#### 2021
In 2021 sprak Maluma de stem in van Mariano voor de Disneyfilm Encanto.

#### 2022
In het jaar daarna speelde hij in de romantische komedie Marry Me met Jennifer Lopez en Owen Wilson.

#### 2024
In november van dat jaar kondigde Maluma zijn nieuwe tour aan, genaamd +PRETTY +DIRTY World & Europe Tour. Met deze tour keert hij eindelijk terug naar Europa, met shows in onder andere Londen, Parijs, Madrid, Barcelona, München en Rotterdam.

#### 2025
Op zaterdag 15 maart 2025 gaf Maluma in Palau Sant Jordi in Barcelona het eerste concert van zijn nieuwe tour.

## Tours
- Pretty Boy, Dirty Boy World Tour (2015-2017)
- F.A.M.E World Tour (2018)
- 11:11 Maluma World Tour (2019-2020)
- Medallo En El Mapa, Live in Medellin (2022)

- Papi Juancho Tour (2021-2022)
- Don Juan World Tour (2023-2024)
- +PRETTY +DIRTY World & Europe Tour (2025)

## Discografie

### Studioalbums
- Magia (2012)
- Pretty Boy, Dirty Boy (2015)
- F.A.M.E. (2018)
- 11:11 (2019)
- Papi Juancho (2020)

### Extended plays
- #7DJ (7 Días en Jamaica) (2021)
- The Love & Sex Tape (2022)

## Noteringen
| Single met hitnotering(en) in de Vlaamse Ultratop 50 | Datum van verschijnen | Datum van binnenkomst | Hoogste positie | Aantal weken | Opmerkingen |
| ---------------------------------------------------- | --------------------- | --------------------- | --------------- | ------------ | ----------- |
| Chantaje                                             | 28-10-2016            | 28-01-2017            | 11              | 15           | met Shakira |

| Single met eventuele hitnotering(en) in de Nederlandse Top 40 | Datum van verschijnen | Datum van binnenkomst | Hoogste positie | Aantal weken | Opmerkingen                           |
| ------------------------------------------------------------- | --------------------- | --------------------- | --------------- | ------------ | ------------------------------------- |
| Chantaje                                                      | 28-10-2016            | 21-01-2017            | 25              | 7            | met Shakira                           |
| Felices los 4                                                 | 2017                  | 08-07-2017            | tip5            | -            |                                       |
| Arms around you                                               | 2018                  | 10-11-2018            | tip1            | -            | met XXXTentacion, Swae Lee & Lil Pump |
| Medellín                                                      | 2019                  | 27-04-2019            | tip20           | -            | met Madonna                           |
| Hawái (Remix)                                                 | 2020                  | 14-11-2020            | 13              | 18           | met The Weeknd                        |
| Marry me                                                      | 2022                  | 05-02-2022            | tip28*          |              | met Jennifer Lopez                    |

- Bibliothèque nationale de France: cb17713887c (data)
- Gemeinsame Normdatei: 1185118381
- International Standard Name Identifier: 0000 0004 6453 5928
- Library of Congress Control Number: no2016085874
- MusicBrainz: e8979f75-9110-4df8-ac70-898898d080d1
- Virtual International Authority File: 62146936755013781925
- WorldCat: E39PBJwhBtQDBcxP9wrY8kf8YP